# Chydarteres bicolor
Chydarteres bicolor là một loài bọ cánh cứng trong họ Cerambycidae.